# Mark Kerr (calciatore)
Mark Kerr (Coatbridge, 2 marzo 1982) è un allenatore di calcio ed ex calciatore scozzese, di ruolo centrocampista.

## Biografia
Nei primi anni Duemila, Kerr è diventato famoso tra gli appassionati del videogioco Championship Manager perché alcune sue versioni erano programmate con delle "abilità potenziali" che arrivavano a farlo diventare, col passare delle stagioni, uno dei migliori calciatori al mondo.
Intervistato in occasione della stesura di un libro su questa serie di videogiochi, Kerr ha dichiarato di non averci mai giocato molto, ma che in diverse circostanze gli era capitato di incontrare degli appassionati che lo ringraziavano per il suo rendimento in Championship Manager. Ha aggiunto inoltre che, nel momento del suo passaggio ai greci dell'Asteras Tripolīs, alcuni dei suoi nuovi compagni lo avevano riconosciuto per la fama portata dal videogioco.

## Carriera

### Club
Cresciuto a Coatbridge, Kerr è stato ingaggiato dal Falkirk all'età di sedici anni: col passare del tempo è stato notato dall'allenatore Ian McCall e dal suo staff tecnico.
Ha esordito in squadra in una partita di campionato contro il Clydebank, al termine della First Division 1998-1999, all'età di diciassette anni. L'anno seguente ha trovato la prima rete, in occasione di un pareggio per 3-3 contro l'Ayr Utd. Nelle successive tre stagioni al Falkirk, ha totalizzato 125 apparizioni e 9 reti. È arrivato anche secondo nel premio il miglior giovane calciatore della stagione 2000-2001.
A luglio 2003, Kerr è stato ingaggiato dal Dundee United a parametro zero. L'allora allenatore della squadra, Ian McCall, lo aveva messo nel mirino appena il giocatore aveva lasciato il Falkirk.
Il 28 febbraio 2021, Kerr e l'Ayr Utd hanno deciso di separare le loro strade, raggiungendo un accordo per una rescissione consensuale.